# Ranulf de Glanville
Ranulf de Glanville est un homme d’État anglo-normand, né à Stratford  vers 1120/1130 et mort à Saint-Jean-d’Acre en 1190.

## Biographie
Son père était un petit propriétaire du Suffolk. Il n'hérite que de peu de terres à la mort de celui-ci et augmente légèrement ses possessions en mariant la fille d'un seigneur voisin. Ranulf de Glanville est donc un "homme nouveau" lorsqu'il devient shérif du Yorkshire en 1163. Il est destitué en 1170 lors de l'enquête des shérifs menée par Henri II.
Chargé de repousser les Écossais qui venaient d’envahir le nord de l’Angleterre, il marche contre eux, les bat à Alnwick le 13 juillet 1174 et fait prisonnier leur roi, Guillaume Le Lion, qu’il conduit à Henri II, en Normandie. Ainsi, Glanville regagne la confiance du roi.
L'année suivante, il devient shérif du comté d’York, puis juge de la cour du roi (1176), et obtient, à la suite de la démission de Richard de Lucé en 1179, en 1180, la plus haute dignité du royaume, celle de grand justicier jusqu'à la mort du roi en 1189. Glanville fut démis de ses fonctions à l'avènement de Richard Cœur de Lion et contraint de payer une certaine amende.
Quelque temps après, il part pour la Palestine dans le cadre de la troisième croisade et est tué sous les murs de Saint-Jean-d’Acre en 1190.

### Œuvre
Glanville est l’auteur qui fut traditionnellement associé à la rédaction du premier traité connu sur les lois anglaises. Les historiens considèrent peu probable le fait que Glanville ait pu être le véritable auteur de cette compilation commanditée par le roi Henri II Plantagenêt. Il n’est pas exclu que le Justiciar en ait toutefois supervisé la rédaction. Rédigé en latin entre 1187 et 1189, il s’agit du premier traité compilant les lois et coutumes anglaises, les historiens considèrent sa rédaction comme un des faits marquant la naissance de la common law. Henri II ambitionne d’uniformiser les procédures et sentences des jugements prononcés dans les cours de justices locales.
Cet ouvrage, publié pour la première fois vers 1554, sous le titre de Tractatus de legibus et consuetudinibus regni Angliæ tempore regis Henrici secundi compositus (Londres, in-12, sans date), est divisé en quatorze livres, et est intéressant à consulter si l’on veut bien connaître la constitution anglaise antérieurement aux modifications qu’y a apportées la grande charte du roi Jean.

### Source
« Ranulf de Glanville », dans Pierre Larousse, Grand dictionnaire universel du XIXe siècle, Paris, Administration du grand dictionnaire universel, 15 vol., 1863-1890 [détail des éditions].